# Ron Miller (Leichtathlet)
Ron Miller (eigentlich Ronald Rowan Miller; * 28. August 1929 in Toronto; † 18. April 2010 in Collingwood, Ontario) war ein kanadischer Stabhochspringer.
1950 wurde er bei den British Empire Games in Auckland Fünfter. Bei den Olympischen Spielen 1952 in Helsinki schied er in der Qualifikation aus. 1954 gewann er bei den British Empire and Commonwealth Games in Vancouver Silber mit seiner persönlichen Bestleistung von 4,20 m.
Sechsmal wurde er Kanadischer Meister (1949, 1952–1956).
1952 heiratete er die Sprinterin Eleanor McKenzie.